# Inter graves
Inter graves (en español, Entre las graves) es la quincuagésima tercera encíclica de León XIII, datada el 1 de mayo de 1894, y dirigida a los obispos del Perú, en ella se refiere a la reciente reunión celebrada por estos obispos, de cuya celebración y conclusiones han informado al papa, y les da una indicaciones para su tarea pastoral. Especialmente se refiere a la formación de los sacerdotes, a la elección de los párrocos, al impulso de las misiones entre los indios y al interés de que se escriban y publiquen escritos que refuten los errores que puedan difundirse entre los fieles.

## Encíclicas de León XIII a los obispos de una nación
Un buen número de encíclicas del papa se dirigen al episcopado de una nación determinada con orientaciones que tienen en cuenta la situación de la Iglesia en ese país; es frecuente que uno de los temas tratados sea, precisamente, las cuestiones que plantea las relaciones de la Iglesia con el Estado. Nada de esto aparece en esta encíclica dirigida a los obispos del Perú, escrita cuando tras el fallecimiento, el 1 de abril de 1894, Morales Bermúdez (presidente de la república peruana), se habían convocado unas nuevas elecciones.
La encíclica toma ocasión de la carta enviada al papa por los obispos después de la reunión que habían celebrado, coincide en esto con sendas encíclicas enviadas por el papa en 1891 al episcopado de Austria y Portugal; también como en ellas el papa exhorta a los obispos a mantener este tipo de reuniones para transmitirse experiencias y coordinar su labor pastoral. Sin embargo, no desarrolla esas ideas con la amplitud que lo hizo en las dos encíclicas mencionadas, sino que se centra en unas cuestiones concretas sobre las que da orientaciones precisas.

## Contenido deInter graves
El papa comienza manifestando su satisfacción por la reunión que han celebrado los obispos del Perú.

Inter graves ac multiplices curas, quibus, ex supremi Apostolatus munere, assidue distinemur ac premimur, litteras officii plenas libenti animo accepimus, qua vos, Venerabiles Fratres, post celebratos in Limensi urbe conventus, ad Nos dedistis.
Entre las graves y múltiples preocupaciones por las que estamos continuamente comprometidos y afligidos en el cumplimiento del Supremo Apostolado, hemos recibido con alegría la carta documentada que vosotros, Venerables Hermanos, nos enviasteis después de haber celebrado el sínodo en la ciudad de Lima.
Incipit de la encíclica S:Inter graves

Les anima además a continuar celebrando estas reuniones con la frecuencia que sea oportuna; pasa a continuación la encíclica a exponer varias cuestiones que los obispos deben cuidar especialmente en el gobierno de sus diócesis. En primer lugar se refiere a la formación que se debe impartir en los seminarios, de modo que los sacerdotes puedan defender con ayuda de la razón las verdades de la Iglesia. En los estudios en el seminario deben valorarse los escritos de Santo Tomás de Aquino; también debe dotarse a los futuros sacerdotes de un buen conocimiento de las ciencias naturales, pues con frecuencia los que difunden errores pretenden basarse en esas ciencias. Por último se recomienda la atención a los estudios bíblicos.
El papa pondera la importancia de las tareas que competen a los párrocos, pues

Son pastores que, si no quieren ser considerados mercenarios, deben conocer a sus ovejas, nutrirlas con el alimento de la palabra de Dios, educarlas con la ayuda de los sacramentos; hechos también ellos rebaño, poseyendo el misterio de la Palabra en su limpia conciencia, gobiernan al pueblo que les ha sido confiado de modo que puedan apropiarse de las palabras del Apóstol: sed imitadores míos, como yo lo soy de Cristo. Finalmente, aquellos a quienes Dios envía a la cabeza de su pueblo para guardarlos en el camino

Ese encargo los convierte en los principales colaboradores de los obispos; de ahí la necesidad de elegir para esta tarea a los sacerdotes mejor preparados. Si estas indicaciones redundarán en el bien de los fieles, también es necesario impulsar las misiones, de modo que se incorporen a la iglesia los que aún no conocen el evangelio. Es verdad que Dios es el que da el incremento, pero el papa recuerda la enseñanza de San Pablo: "la fe depende de la escucha: la escucha de la Palabra de Cristo; pero ¿cómo escucharán sin un predicador? ¿Cómo predicarán si no son enviados?".
Por último, el papa anima a los obispos a que procuren que personas dotados de ciencia y virtud, escriban y publiquen para difundir la verdad y refutar los errores que otras personas tratan de propagar. En este sentido el papa señala recuerda que, como ha aconsejado en otras ocasiones, con esos escritos se deben

con moderación, prudencia y caridad, proteger firmemente los principios de verdad y rectitud, sostener los derechos sacrosantos de la Iglesia, exaltar la majestad de la Sede Apostólica, respetar la autoridad de quienes gobiernan el Estado: pero en estas funciones recuerden, como es justo, adherirse a los Obispos y seguir sus consejos.

Concluye el papa la encíclica animando a los obispos para que traten de estas cuestiones en las reuniones que recomienda. Implora para esto la ayuda divina, por la intercesión de la Virgen María de Santo Toribio de Mogrovejo y Santa Rosa de Lima, e impartiendo para ellos, sus sacerdotes y sus fieles la Bendición Apostólica.,